# Генслер, Гюнтер
Иоганн Гюнтер Генслер (нем. Johann Günther Gensler; 28 февраля 1803, Гамбург — 28 мая 1884, Гамбург) — художник немецкого бидермайера: рисовальщик, живописец и литограф. Член известной семьи гамбургских художников.

## Жизнь и творчество
Родился в семье чеканщика и ювелира, «златокузнеца» (Goldplätter), выходца из Данцига. Кроме Гюнтера, в семье росли два его младших брата, впоследствии тоже ставших художниками: Якоб и Мартин. Отец скончался в 1831 году.
В 1822 году он обучался рисованию и живописи у Фридриха Августа Рахау, одного из учеников Иоганна Генриха Вильгельма Тишбейна. Около 1826 года вместе с братом Мартином он обучал Луиса Гурлитта. Преподавал историю искусств и рисование в Гамбургской школе учёных Йоханнеума (Gelehrtenschule des Johanneums) (приходской школе церкви Св. Иоанна).
С 1829 года художник жил и работал в Дрездене, в 1837 он прибыл в Амстердам, где в июне и июле изучал работы Рембрандта и Бартоломеуса ван дер Хелста. В 1844 году он посетил Рим в надежде на новое художественное вдохновение, но оно вопреки ожиданиям не осуществилось.
Все трое братьев Генслер были в 1816 году соучредителями Студенческого братства Гамбурга (Hamburger Turnerschaft) и клуба Гамбургских молодых художников (Klub Hamburgischer junger Künstler), в 1832 году преобразованного в «Гамбургскую ассоциацию художников» (Hamburger Künstlerverein). В ассоциацию входили живописцы и скульпторы Отто Сигизмунд Рунге, Отто Спектер, Карл Юлиус Мильде, Адольф Фридрих Вольмер, Франц Хеше.
Гюнтер Генслер является автором более чем ста двадцати картин маслом, множества рисунков и литографий. В 1838 году в Гамбурге он начал подготовительную работу к групповому портрету двенадцати человек, позднее получившему название «Собрание членов Гамбургской ассоциации художников». Завершенная в 1840 году картина была выставлена в 1841 году в зале ассоциации.
На дальнем плане изображены Иоганн Генрих Зандер и Иоганн Георг Гезелих. За столом, слева направо сидят: Франц Хеше, Якоб и Мартин Генслер, а Отто Спектер отделён от основной группы. Художник стоит между Францем Хеше и его братом Якобом Генслером, рядом с Рудольфом Хардорфом справа за Мартином Генслером. За Якобом Генслером стоит Герман Вильгельм Зольтау, который обсуждает проект с Карлом Юлиусом Мильде и Германом Кауфманом (они стоят рядом с ним). Фигура Якоба Генслера как председателя ассоциации выделена костюмом жёлтого цвета. Далее всех изображён слуга, несущий пунш.

## Галерея

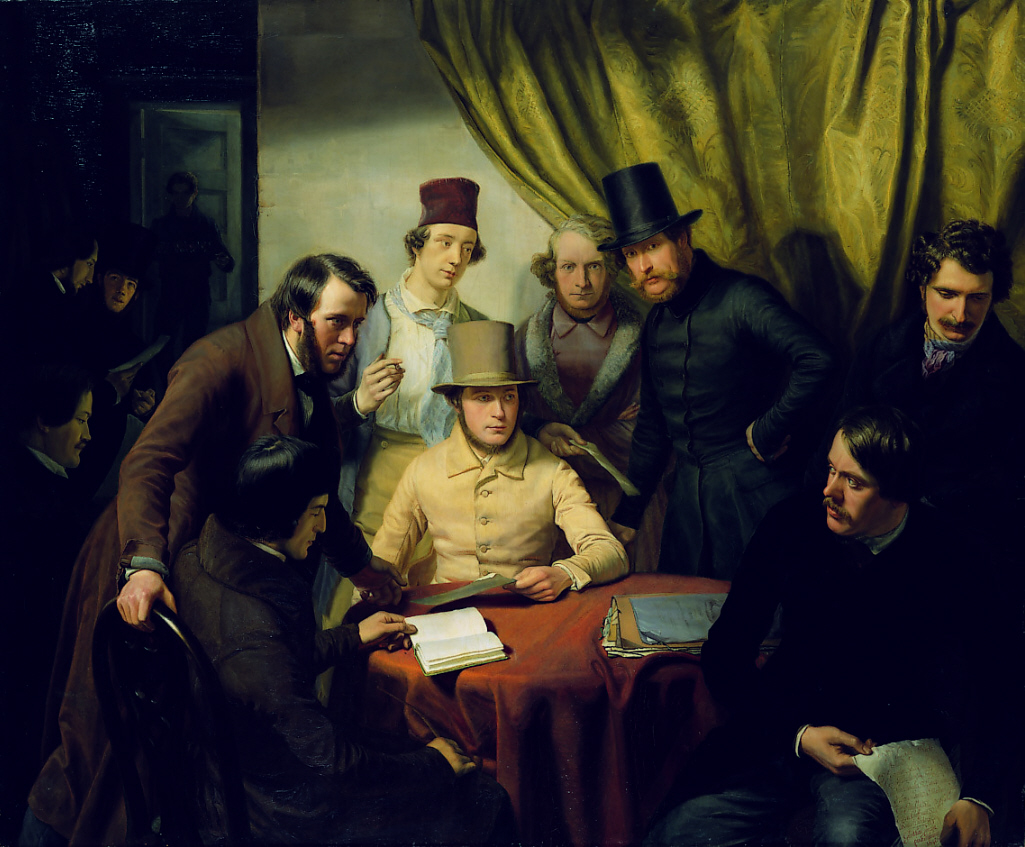
Собрание членов Гамбургской ассоциации художников (Hamburger Künstlerverein). В центре: Якоб Генслер; слева направо: Гюнтер Генслер, Герман Зольтау, Карл Юлиус Мильде, Герман Кауфман, Рудольф Хардорф; сидят: Франц Хеше и Мартин Генслер (справа). 1840. Холст, масло. Кунстхалле, Гамбург
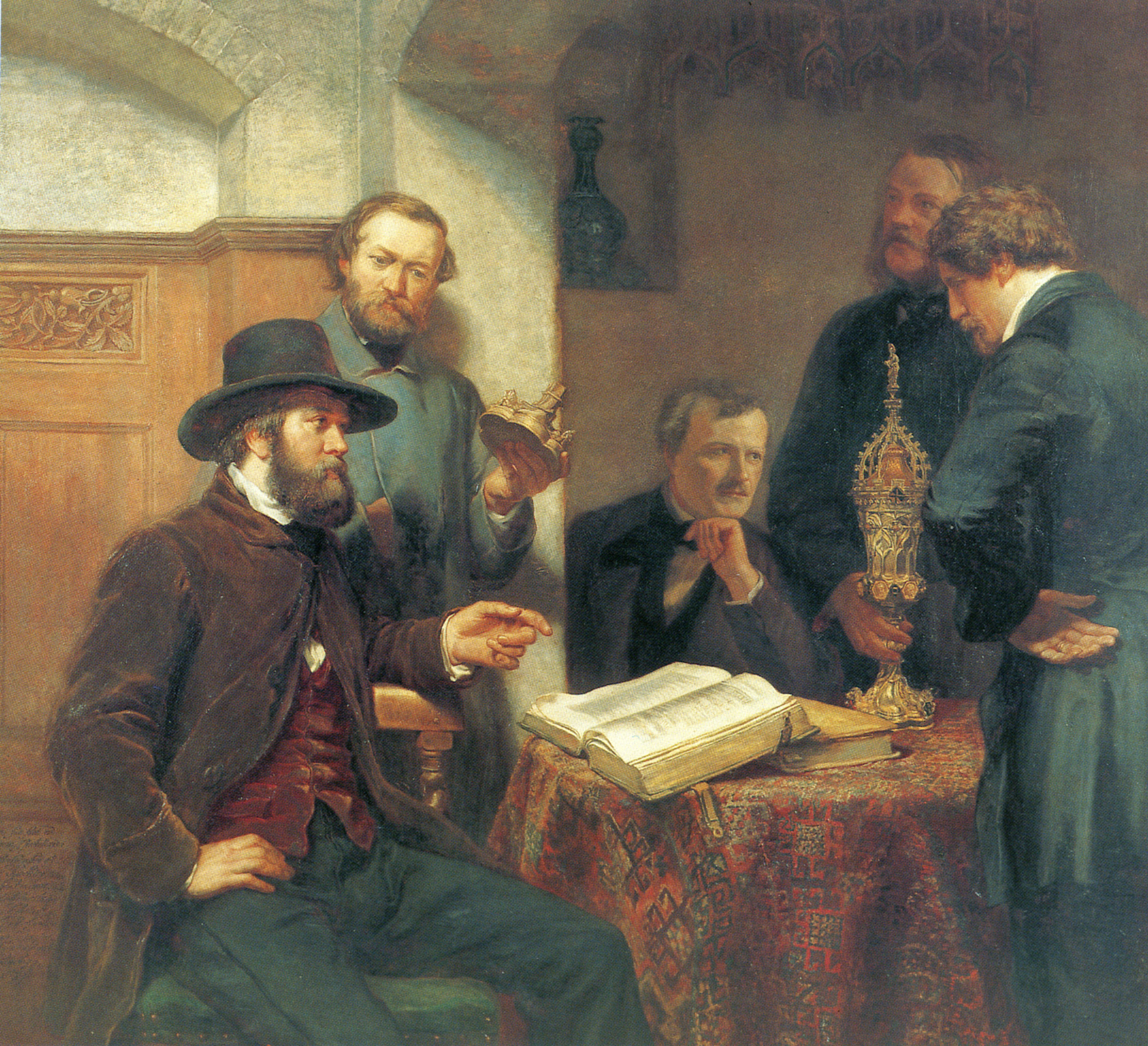
Г. и М. Генслер. Группа членов Гамбургской ассоциации художников. 1859. Холст, масло. Музей истории Гамбурга, Гамбург
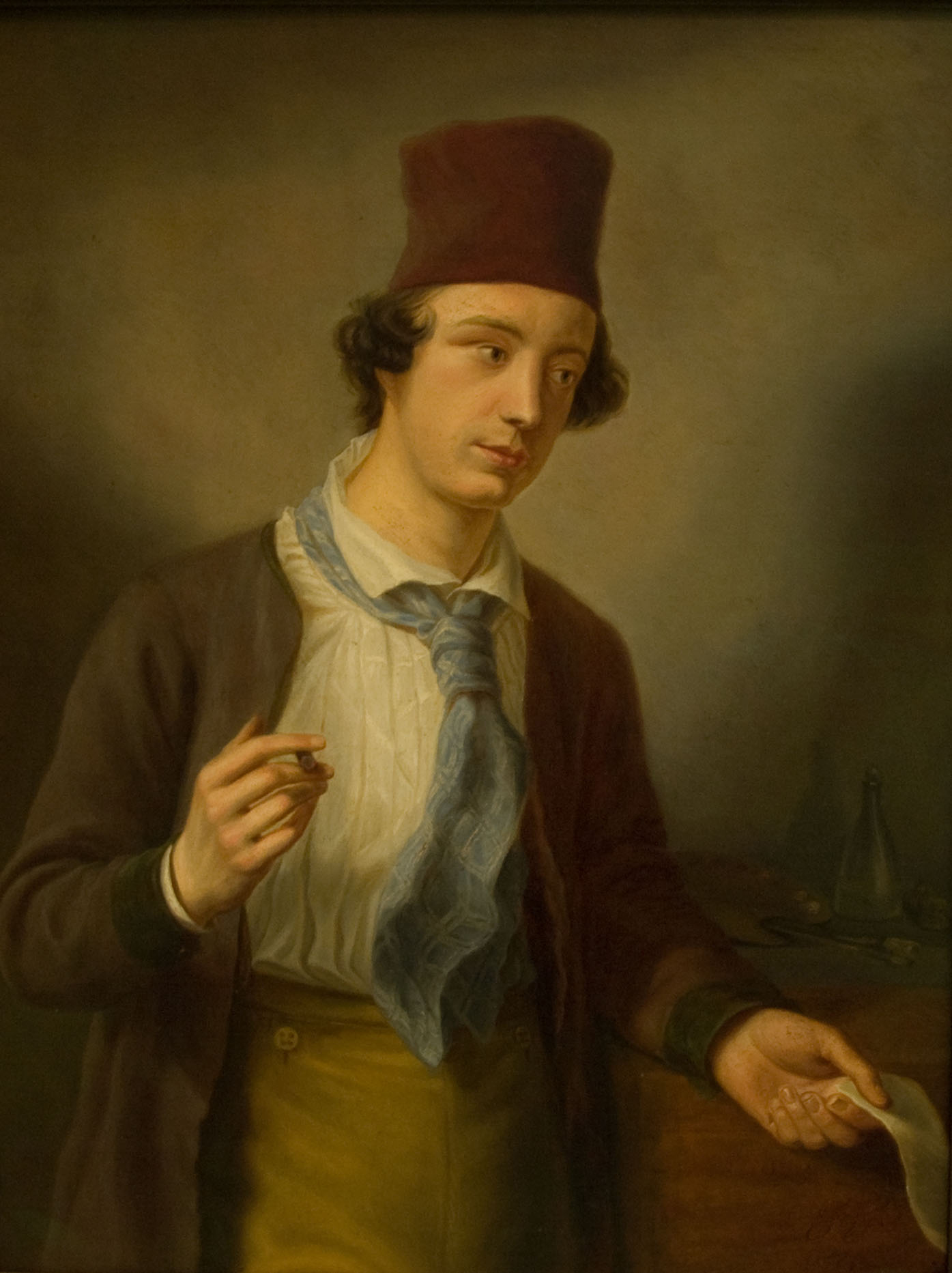
Портрет художника Германа Вильгельма Зольтау. Ок. 1840. Холст, масло. Музей истории Гамбурга, Гамбург
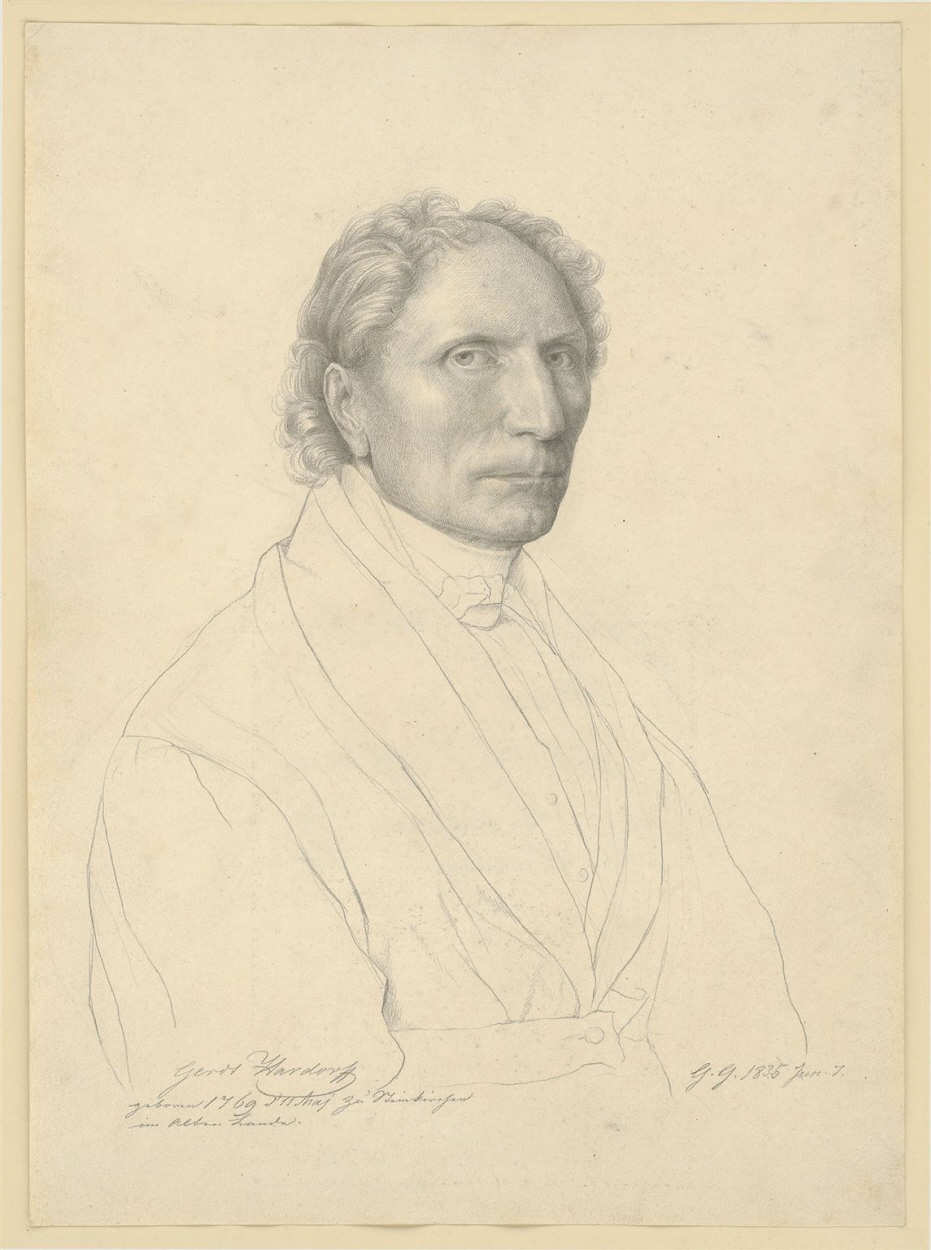
Портрет художника Генслера Хардорфа. 1835. Бумага, карандаш. Кунстхалле, Гамбург
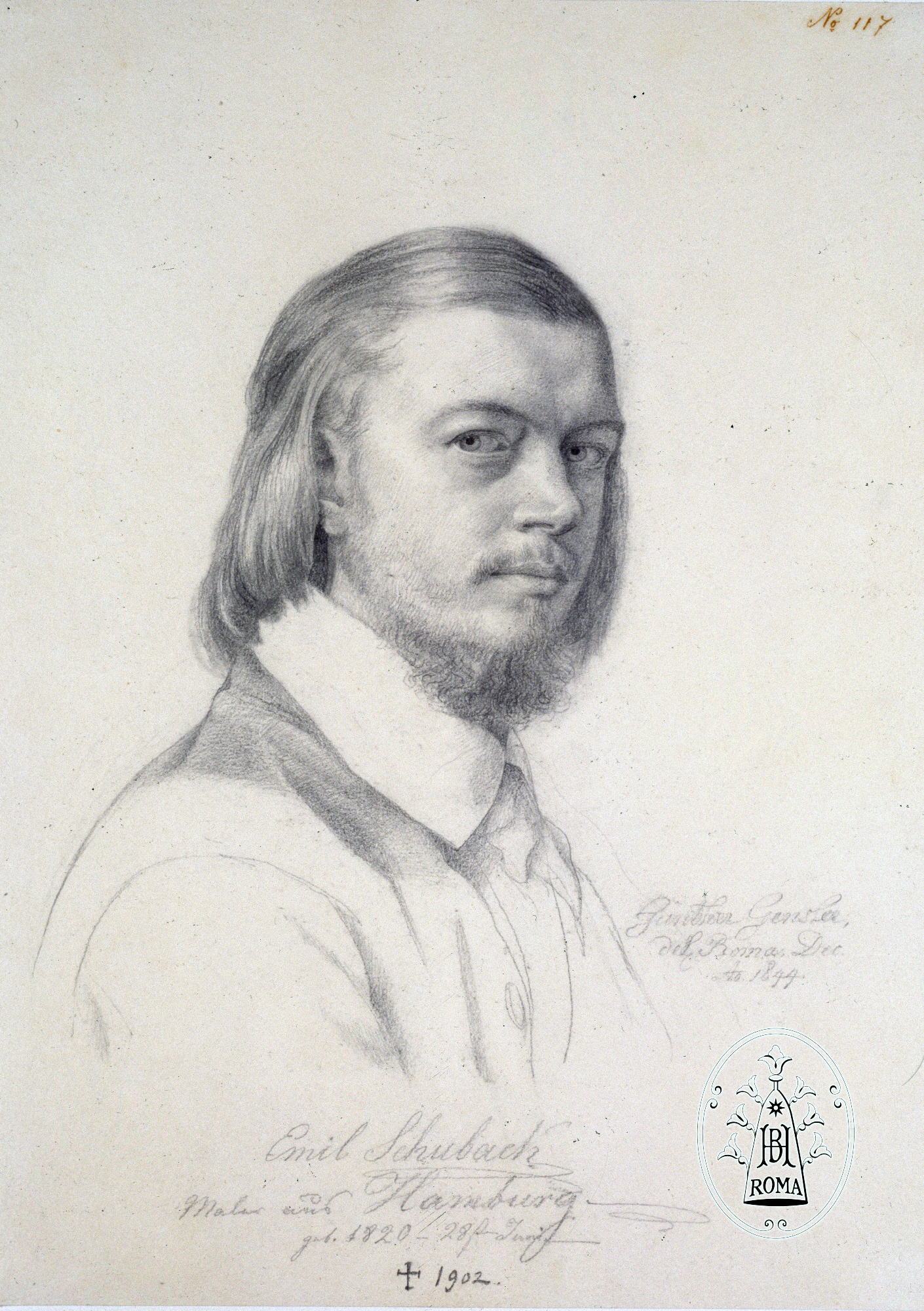
Портрет Эмиля Готтлиба Шубака. 1844. Бумага, карандаш. Библиотека Герциана, Рим
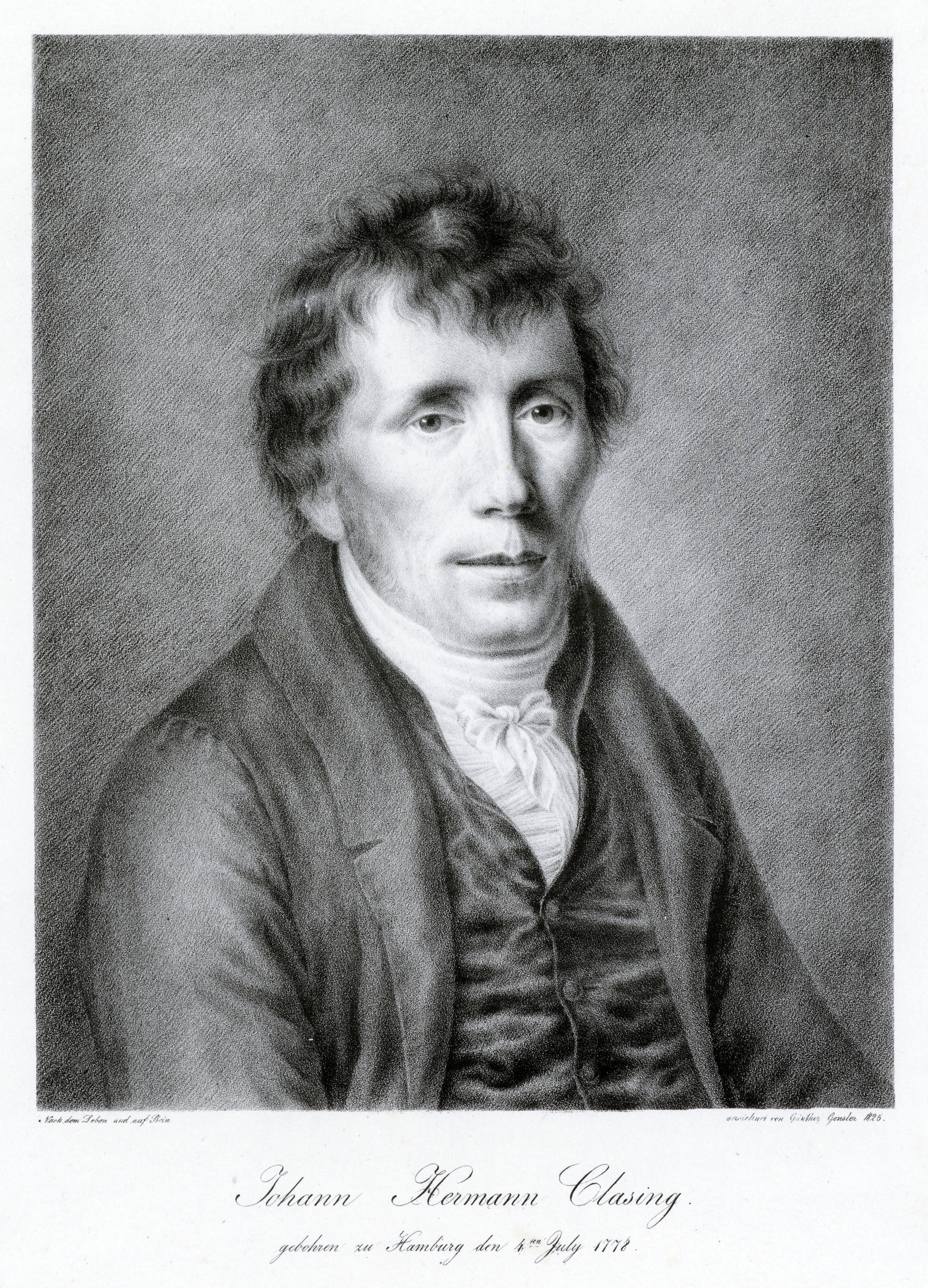
Иоганн Генрих Класинг. 1825. Литография